# Xingtian, Fujian
Xingtian (kinesiska: 兴田) är en köping i sydöstra Kina. Den ligger i Wuyishan i staden Nanping i provinsen Fujian, omkring 200 kilometer nordväst om provinshuvudstaden Fuzhou. Antalet invånare är 25 547. Befolkningen består av 10 696 kvinnor och 14 851 män. Barn under 15 år utgör 13,0 %, vuxna 15-64 år 78 %, och äldre över 65 år 8,0 %.